# 露兜草
露兜草（学名：Pandanus austrosinensis），为露兜树科露兜树属下的一种。

## 扩展阅读
維基物種上的相關：露兜草